# Tornado (P-44)
El Tornado (P-44) es un patrullero de altura de la Armada Española y el cuarto de los Buques de Acción Marítima construidos, siendo el que cierra la primera serie de estos.

## El buque
El Tornado (P-44), es el cuarto de los BAM, buques modulares, adaptados a distintos propósitos sobre una base común, y pertenece en concreto al tipo patrullero de altura, al igual que el Meteoro, cabeza de su clase, el Rayo y el Relámpago.

## Historial

### Construcción y entrega
Fue puesto sobre la grada del astillero de San Fernando-Puerto Real el 5 de mayo de 2010 y botado el 21 de marzo de 2011 amadrinado por Cristina Garmendia ministerio de Ciencia y Tecnología.
El 16 de julio de 2012, se publicó en el Boletín Oficial de Defensa su alta, firmada el 5 de julio y con efecto desde el 19 de julio por resolución 600/11052/2012, firmada por el Almirante jefe de Estado Mayor de la Armada Manuel Rebollo García. Dicha entrega, se realizó sin ningún tipo de ceremonia, como hasta ese momento había sido tradicional.

### Década de 2010

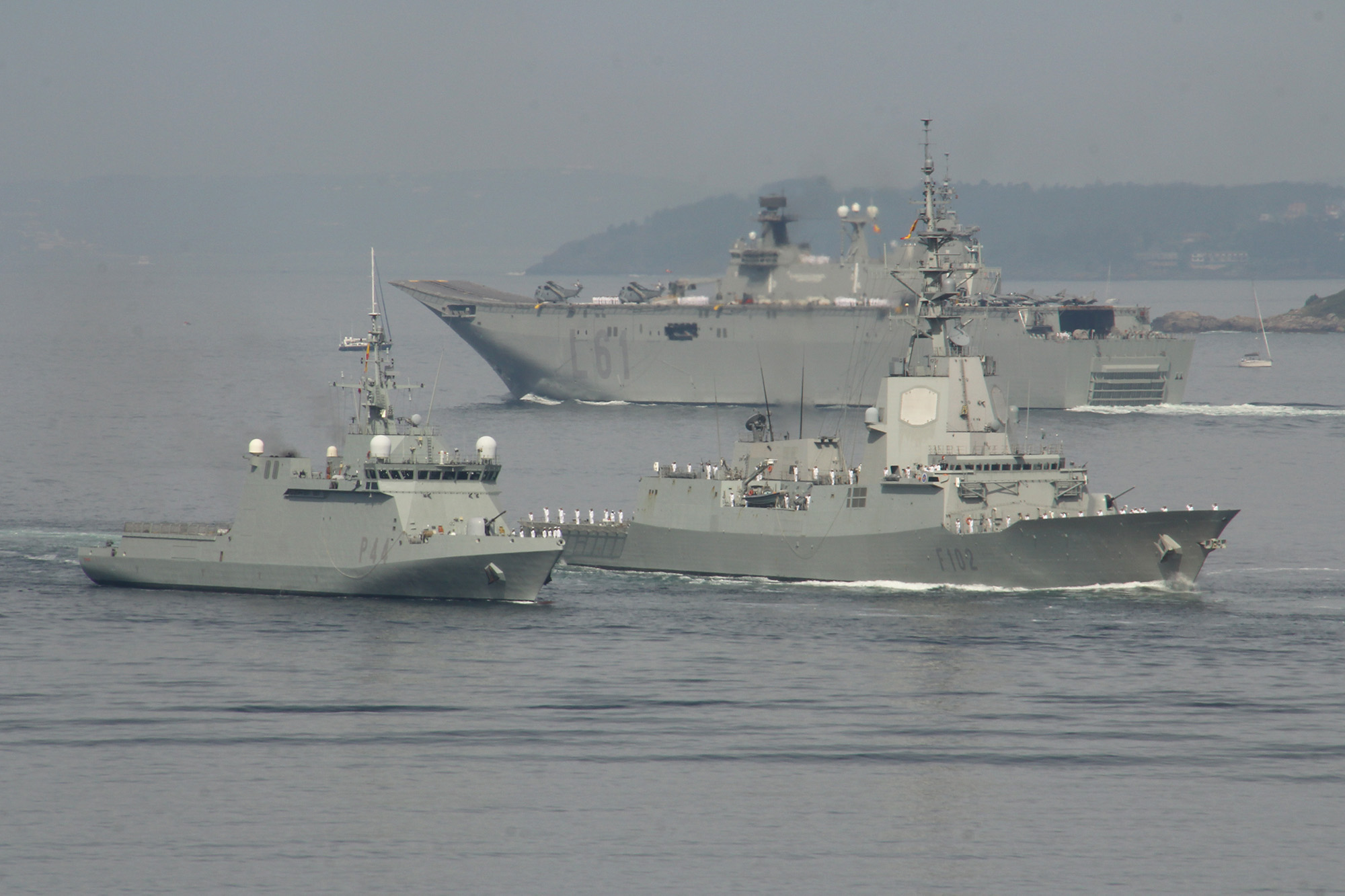
Parada naval de la Armada Española celebrada el 2 de junio de 2017 en la ría de Pontevedra con motivo del 300 aniversario de la Real Compañía de Guardiamarinas, origen de la actual Escuela Naval Militar de Marín. En la imagen, el BAM Tornado (P-44), la fragata Almirante Juan de Borbón (F-102) y al fondo, el BPE Juan Carlos I (L-61).

El 10 de septiembre, llegó a la que desde ese momento sería su base, sita en el Arsenal de Las Palmas. El fin de semada entre el 27 y 28 de octubre, recaló por primera vez en Coruña, donde pudo ser visitado por el público.
En febrero de 2013, entró en las aguas que Gibraltar reclama como propias, provocando que el Foreign Office protestara ante el Gobierno español por la acción, que fue descrita como la incursión española más grave desde la década de 1960.
El 21 de marzo, participó en una operación antidroga en la que trasladó a alta mar a un operativo de los GEO que asaltaron el pesquero Pacífico que navegaba sin bandera y con 1800 kg de cocaína a bordo con rumbo a Galicia a unas 1500 mni de las islas Canarias. Posteriormente, el Tornado dio escolta al Pacífico hasta las Palmas a donde arribaron el 30 de marzo. 
El 25 de abril de 2013, escoltó a solicitud de las autoridades marítimas al buque de bandera británica Defender y antiguo patrullero del Sultanato de Omán con el nombre de Al Majihad (B-06), propiedad de unos particulares que navegaba como yate de recreo a pesar de poseer un cañón de 40 mm, otro de 20 mm y soporte para otras dos ametralladoras, desde el puerto de los Cristianos a donde arribó forzosamente por una avería, hasta el puerto de Santa Cruz de Tenerife. El antiguo patrullero, finalmente se dio a la fuga la madrugada del viernes para eludir pagar la multa de 40 000 €.
El 29 de julio, se produjo el primer apontaje a bordo de un helicóptero del ejército del aire, en este caso un superpuma del 802 Escuadrón SAR, tratándose además de la primera ocasión en que este modelo de helicóptero, se posa en la cubierta de vuelo de un buque de la Armada.
El 2 de septiembre de 2013, le fue entregada la bandera de combate en la Ciudad Autónoma de Ceuta.[cita requerida]
El 15 de noviembre de 2013, zarpó desde su base en Las Palmas para incorporarse a la operación Atalanta de lucha contra la piratería en aguas de Somalia. Entre el 1 y el 3 de diciembre, relevó en Yibuti al cabeza de su clase, el  Meteoro  A comienzos de diciembre de 2013 recibió en el Golfo de Adén abastecimiento de combustible desde el Cantabria que retornaba tras su cesión de un año a Australia. El 26 de febrero de 2014 auxilió a un dwon iraní a unas 100 millas de la costa de Somalia, que se encontraba sin combustible, remolcándolo hasta Omán. Retornó a su base en Las Palmas de Gran Canaria el 1 de abril de 2014.
El 14 de octubre de 2015 impidió una operación de tráfico de drogas en el golfo de Cádiz cuando se encontraba realizando ejercicios de adiestramiento. Tres días después auxilió al velero británico Just one life que estaba en peligro de encallar en el cabo de Gata, que posteriormente fue llevado por salvamento marítimo a remolque hasta Aguadulce.
El 15 de enero de 2016 zarpó desde su base en Las Palmas para incorporarse nuevamente a la operación Atalanta de lucha contra la piratería en aguas del océano Índico. Con 51 personas a bordo y un helicóptero de tipo medio, cumple las funciones que cubriría una fragata convencional dotada de una tripulación de 220 hombres. En el transcurso de este despliegue, junto a la fragata alemana Erfurt, fueron los dos primeros buques en realizar un aprovisionamiento con un buque no chino de la Armada de China.
En febrero de 2019, se vio envuelto en el n-simo incidente en las aguas que tanto Gibraltar como España reclaman como propias.

### Década de 2020
El 15 de octubre de 2020 zarpó desde su base en Las Palmas de Gran Canaria, para iniciar un despliegue de dos meses en aguas del golfo de Guinea, con esclasa previstas en los puertos de Dakar (Senegal), Douala (Camerún), Thema (Ghana) y Noaudhibu (Mauritania). dosnde realizó ejercicios con las armadas de Senegal y Gambia.

### Buques de la clase
- Meteoro (P-41)
- Rayo (P-42)
- Relámpago (P-43)
- Audaz (P-45)
- Furor (P-46)